# Braveheart
Braveheart är en amerikansk episk historisk krigsfilm från 1995 i regi av Mel Gibson. I huvudrollerna ses Gibson, Sophie Marceau, Patrick McGoohan och Catherine McCormack. Filmen hade biopremiär i USA den 24 maj 1995.

## Handling
Handlingen tilldrar sig i Skottland under sent 1200-tal. William Wallace växer upp som son till en bonde. I vuxen ålder gifter han sig i hemlighet för att undvika att hans länsherre utnyttjar sin droit de seigneur. Kort efter bröllopet blir Wallaces fru  mördad av engelska soldater. 
Wallace blir som besatt och vill inget annat än hämnas, men snart övergår hans hämndlystnad till en kamp för Skottlands frihet. Ryktet sprider sig, och allt fler inspireras att ansluta sig till Wallaces upprorsrörelse. Kampen övergår snart i fullskaligt krig, där intriger, svek och maktlystnad på båda sidor gör det allt svårare för Wallace.

## Rollista i urval
| Mel Gibson          | – Sir William Wallace                                  |
| Sophie Marceau      | – Prinsessan Isabella av Frankrike, prinsessa av Wales |
| Patrick McGoohan    | – Kung Edward I "Longshanks" av England                |
| Catherine McCormack | – Murron MacClannough                                  |
| Angus Macfadyen     | – Robert de Bruce                                      |
| Brendan Gleeson     | – Hamish Campbell                                      |
| David O'Hara        | – Stephen                                              |
| Ian Bannen          | – Robert VI de Bruce, Robert de Bruces far             |
| Tommy Flanagan      | – Morrison                                             |
| James Cosmo         | – Campbell                                             |
| Brian Cox           | – Argyle Wallace                                       |
| James Robinson      | – Unge William Wallace                                 |
| Sean Lawlor         | – Malcolm Wallace                                      |
| Sandy Nelson        | – John Wallace                                         |
| Sean McGinley       | – MacClannough                                         |
| Alan Tall           | – Elder Stewart                                        |
| Andrew Weir         | – Unge Hamish Campbell                                 |
| Gerda Stevenson     | – Fru MacClannough                                     |
| Ralph Riach         | – Präst #1                                             |
| Mhairi Calvey       | – Unga Murron MacClannough                             |
| Peter Hanly         | – Prins Edward, prins av Wales                         |

## Om filmen
Det finns skillnader mellan filmens handling och den verkliga historien kring de skotska frihetskrigen.
Filmen hade Sverigepremiär 1 september 1995 på biograferna Biopalatset, Filmstaden och Rigoletto i Stockholm.

## Utmärkelser
Filmen vann fem Oscar och blev nominerad i ytterligare 5 kategorier:
- Oscar för bästa film (Mel Gibson, Alan Ladd, Jr. och Bruce Davey)
- Oscar för bästa regi (Mel Gibson)
- Oscar för bästa foto (John Toll)
- Oscar för bästa ljudredigering (Lon Bender och Per Hallberg)
- Oscar för bästa smink (Peter Frampton, Paul Pattison och Lois Burwell)
- (Nominerad till bästa originalmanus) (Randall Wallace)
- (Nominerad till bästa filmmusik) (James Horner)
- (Nominerad till bästa ljud) (Andy Nelson, Scott Millan, Anna Behlmer och Brian Simmons)
- (Nominerad till bästa kostym) (Charles Knode)
- (Nominerad till bästa klippning) (Steven Rosenblum)